# Schloss Hundshaupten

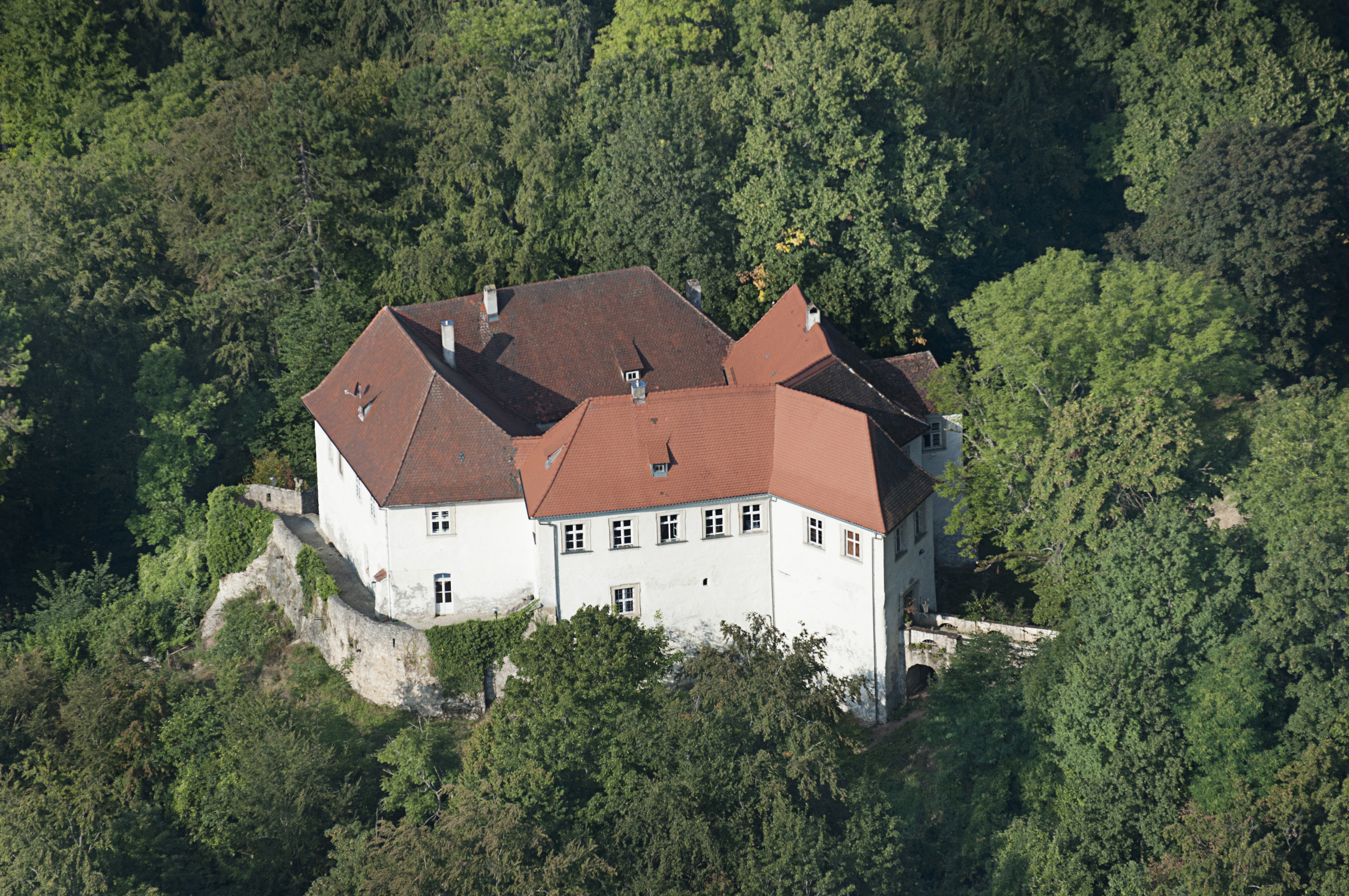
Schloss Hundshaupten, Luftbild (2016)

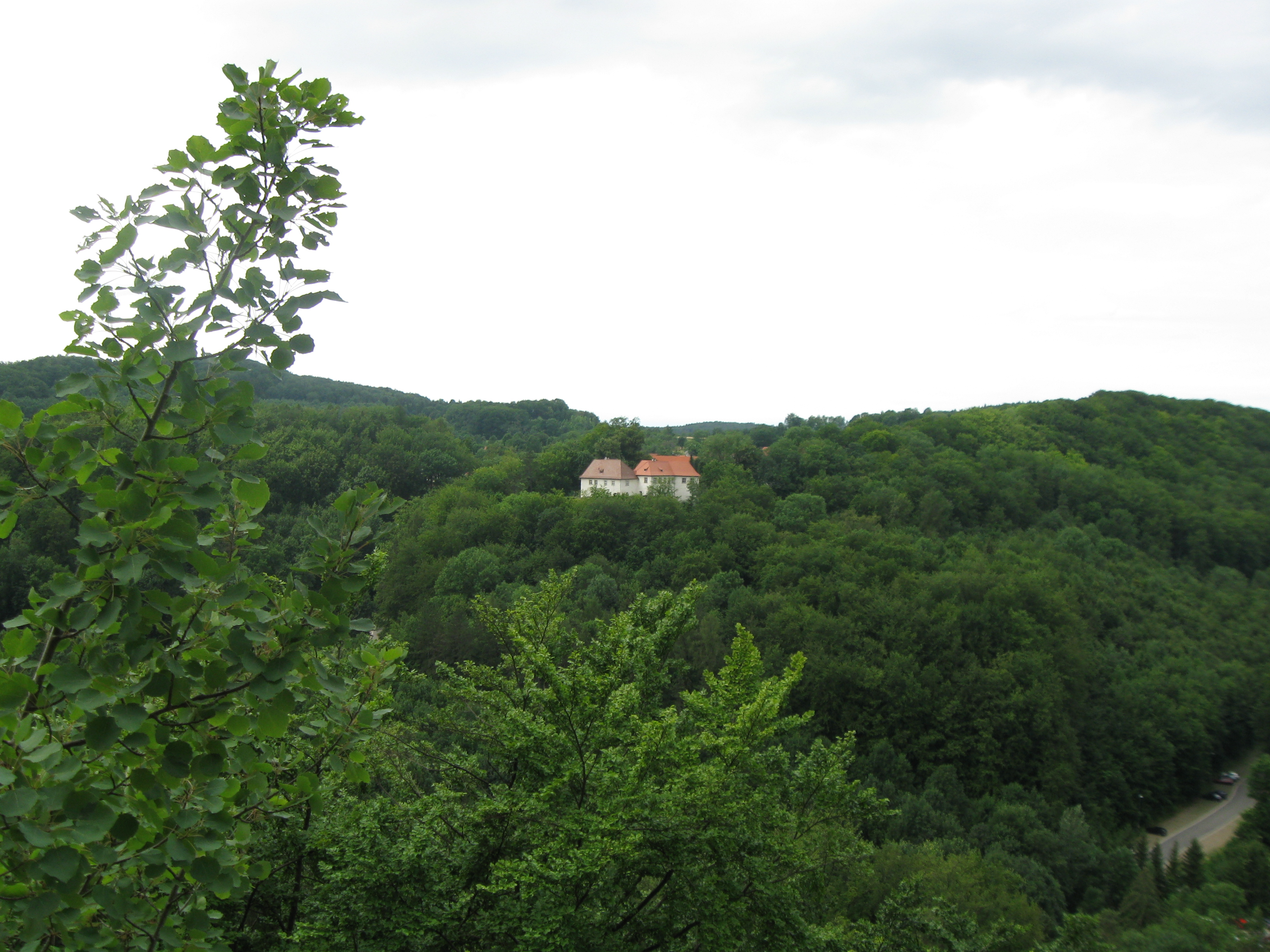
Schloss Hundshaupten

Das Schloss Hundshaupten (älter auch Schloß Hundshaupten) ist eine vierflügelige Burganlage in Hundshaupten, einem Gemeindeteil von Egloffstein im Landkreis Forchheim.

## Geschichte
Von der hochmittelalterlichen Burganlage zeugen bisher nur Ausgrabungs- und Forschungsberichte. Sie wurde, wie fast alle Burgen der Fränkischen Schweiz, auf einem in das Tal vorspringenden Bergsporn der Jurahochebene errichtet. Erstmals erwähnt wurde sie 1369 im Besitz der Herren von Wiesenthau. Nach den Zerstörungen im Jahr 1388 im Städtekrieg durch die Nürnberger, 1412 durch Burggraf Friedrich VI. von Nürnberg und 1525 im Bauernkrieg wurde die Burg 1561 wieder aufgebaut.
Nachdem 1613 die Linie derer von Wiesenthau auf Hundshaupten erloschen war, fiel das Lehen an das Kloster Michelsberg in Bamberg. Nach dem Dreißigjährigen Krieg belehnte 1661 das Kloster Hieronymus Christoph Freiherr von Pölnitz, Geheimer Rat, Bannerherr, Stadtkommandant von Forchheim, der in Aschbach, einem jetzigen Gemeindeteil von Schlüsselfeld, ansässig war mit der Burg und den Ländereien. In den Folgejahren kam es zu Umbauarbeiten, die den Burgcharakter bewahrten, jedoch im Obergeschoss durch die großen sandsteingefassten barocken Fenster schlossartig wirken.
Durch eine Schenkung von Gudila Freifrau von Pölnitz ist ein Teil des Besitzes 1991 an den Landkreis Forchheim übergegangen, so auch der Wildpark Hundshaupten.
Hieronymus Christoph Heinrich Freiherr von Pölnitz, Großneffe und Adoptivsohn von Götz Freiherr von Pölnitz und Gudila Freifrau von Pölnitz, führt das Anwesen seit 2005 fort.
Umfängliche Renovierungsarbeiten waren zu Erhalt der überregional bekannten denkmalgeschützten Anlage nötig: 2011–2012 an der Zehntscheune, 2019–2023 am Schloss. Sowohl die Deutsche Stiftung Denkmalschutz als auch die Oberfrankenstiftung, das Bayerische Landesamt für Denkmalpflege und Bundesmittel aus dem BKM Denkmalschutzsonderprogramm unterstützten die Erhaltungsmaßnahmen.

## Bedeutung des Ortsnamens
Die Bedeutung des Ortsnamens Hundshaupten kann nicht zweifelsfrei geklärt werden, es gibt mehrere Deutungsmöglichkeiten, die von Dorothea Fastnacht gegenübergestellt und verglichen wurden.
Die Namen der benachbarten Ortschaften Hundshaupten und Hundsboden sollten in Zusammenhang gesehen werden. Vermutlich bezeichnet der Namensteil -haupten den Bergsporn (Bergkopf), auf dem zunächst eine Burg und später das heutige Schloss errichtet wurde. Demgegenüber bezeichnet der Namensteil -boden eine auf der Hochfläche gelegene ebene Ackerflur mit guter Bodenqualität, die im Hochmittelalter im Zuge des Landausbaus gerodet wurde. Der Namensteil Hund- bezeichnet vermutlich den Besitzer der Rodungsfläche und der Burg mit dem Amt eines Hunno (Anführer einer Hundertschaft). Mit der festen Etablierung der Feudalherrschaft war dieses Amt im Hochmittelalter erblich geworden und wurde von lokalen Adeligen ausgeübt. Ursprünglich wurde in der Zeit der Völkerwanderung und im frühen Mittelalter der gewählte Anführer einer Gemeinschaft von freien Bauern als Hunno bezeichnet.

## Familienfriedhof
Unterhalb von Schloss Hundshaupten liegt in einem Buchenaltbestand zwischen Jurafelsen der Familienfriedhof. Die erste Beisetzung war 1944 die von Geheimrat Paul Fridolin Kehr. Früher Verstorbene wurden dorthin überführt.
Auf dem Friedhof liegen folgende Mitglieder der Familie Pölnitz begraben:
- Max Freiherr von Pölnitz, (* 29. April 1862, in Bamberg; † 7. Mai 1936 in Aschbach), Königlich bayerischer Kämmerer, Bezirks-Amtmann a. D., Fideicomissherr
- Gisela Freifrau von Pölnitz, geb. Gräfin von Gatterburg, (* 9. September 1869 in Pasing; † 7. August 1914 in München)
- Ilona Freifrau von Pölnitz, geb. Gräfin Mikes von Zabola (* 28. Juni 1871 in Zabola/Ungarn, Stammsitz der Familie Mikes; † 21. Dezember 1951 in München)
- Hieronymus Christoph Franz Sigmund Maria Freiherr von Pölnitz (* 28. September 1901 in München; † 23. April 1978 in Bamberg), Domkapitular, päpstlicher Hausprälat, Kirchenhistoriker, Direktor des Archivs des Erzbistums Bamberg und des Diözesanmuseums Bamberg
- Hieronymus Christoph Jan Eugen Franz Gottfried (Götz) Freiherr von Pölnitz (* 11. Dezember 1906 in München; † 9. November 1967 in Erlangen), Professor an der Universität Erlangen-Nürnberg und Regensburg, Administrator und Archivdirektor der Fürstlichen und Gräflichen Fugger´schen Stiftungen, Gutsbesitzer, Gründungsrektor der Universität Regensburg
- Gudila Freifrau von Pölnitz, geb. Kehr (* 17. November 1913 in Rom; † 11. Januar 2002 in Ebermannstadt), Mitglied des Bayerischen Landtages von 1970 bis 1982
- Paul Fridolin Kehr (* 28. Dezember 1860; † 9. November 1944), Geheimrat, Präsident der Zentraldirektion der Monumenta Germaniae Historica, Professor in Marburg und Göttingen, Direktor des Preußischen Historischen Instituts in Rom, Generaldirektor der Preußischen Staatsarchive.
- Doris Kehr, geb. vom Baur (* 6. Januar 1885; † 27. Februar 1979)
- Ivo Kehr, Erinnerungstafel (* 28. April 1911 in Brüssel; † 17. April 1943 in Nowovssisk)
- Romolus Kehr (* 18. August 1909 in Brüssel; † 28. Januar 1924 in Berlin)
- Franziska von Ballarini geb. Gräfin von Gatterburg (* 17. August 1863; † 17. Januar 1955), Schwester von Gisela Freifrau von Pölnitz
- Franz Graf von Gatterburg, (* 6. November 1833, Retz; † 9. Februar 1898, Pasing), Vater von Gisela Freifrau. von Pölnitz
- Pauline Gräfin von Gatterburg, geb. Freiin von Beck-Peccoz (2. Dezember 1841 in Augsburg; † 18. September 1931 in Pasing)
- Adam Friedrich Joseph Heinrich von Künsberg; (* 2. August 1821; † 26. August 1896) – bestattet zuvor in Bamberg
- Anna von Künsberg, geb. Freiin von Pölnitz (* 27. September 1825; † 7. Januar 1887), Schwester von Franz Freiherr von Pölnitz
- Elvira von Künsberg, geb. Kleiner (* 7. April 1855; † 12. November 1936)
- Marietta Amanda Eugenie Amalie Anna von Sartor auf Gansheim (* 30. April 1892 in München; † 7. Juni 1970 in München). Das Geschlecht ist im Mannesstamm erloschen. Marietta war die Tochter des Eugen von Sartor und der Amalie, geb. Freiin von Pölnitz, Schwester von Max Freiherr von Pölnitz
- Christian von Schmaltz, (* 22. November 1845 in Germersheim; † 28. Februar 1927 in München), Sohn des Generals und griechischen Kriegsministers Heinrich Christian von Schmaltz
- Anna von Schmaltz geb. Freiin von Pölnitz, (* 1. April 1867 in Aschbach; † 9. März 1935 in München), Schwester von Max Freiherr von Pölnitz
- Joseph Anton Freiherr von Pölnitz (* 4. Februar 1792 in Würzburg; † 22. Februar 1865) Königlich bayerischer Kämmerer, Landkommissär, Bruder von Heinrich Freiherr von Pölnitz
- Charlotte Freifrau von Pölnitz, geb. von Fliesen (* 7. Oktober 1805; † 28. Juli 1860)
- Walburga Freifrau von Pölnitz von und zu Egloffstein, geb. Gräfin von Preysing Lichtenegg-Moos, (* 28. April 1937 in Biedenbach, Niederbayern; † 25. März 2010 in Vilsbiburg)
- Winfrid Freiherr von Pölnitz von und zu Egloffstein (* 19. Mai 1933 in München; † 19. März 2021 in Hundshaupten)

Erinnerungstafeln für:
- Franz Karl Ludwig Freiherr von Poelnitz, Königlich Bayerischer Rittmeister à la suite und Rittergutsbesitzer (* 20. Januar 1827; † 19. April 1896, Vater von Gerhard von Poelnitz)
- Adolphine Emilie Adele Freifrau von Poelnitz geb. Freiin von Schaezler (* 4. Juli 1834; † 8. Oktober 1878, Mutter von Gerhard von Poelnitz)
- Else Freifrau von Poelnitz geb. von Thiereck (* 13. November 1870; † 10. November 1917)
- Ludwig Freiherr von Poelnitz, Königlich bayerischer Oberst a. D., Artillerie-Kommandeur Nr. 23 1914/1918 (* 25. August 1863; † 9. Mai 1928, jüngerer Bruder von Max von Poelnitz, seine Schwester war Anna von Schmaltz)
- Ludwig Freiherr von Poelnitz, (* 15. Dezember 1899; † 21. November 1908)
- Walter Freiherr von Poelnitz, Königlich preußischer Leutnant im Leib-Dragoner Regiment 20, (* 13. Juli 1892 in Augsburg; gefallen am 6. Oktober 1914 in Frolinghien, Nordfrankreich)
- Elisabeth von Thiereck geb. Schmid, * 24. März 1850; † 19. Februar 1909
- Albin von Thiereck (* 10. April 1841; † 27. Februar 1929)
- Paul von Thiereck (* und † 26. Februar 1872)

## Friedleite, Begräbniswald Hundshaupten
Unter der Trägerschaft des Marktes Egloffstein wurde 2020 ein Begräbniswald mit dem Namen Friedleite zwischen Schloss Hundshaupten und dem Wildpark Hundshaupten errichtet. Er umfasst ca. 8 Hektar naturnahe Waldfläche, die von Jurafelsen durchzogen ist.

## Archivische Unterlagen
- Stadtarchiv Bamberg, D2033 Nr. 200.125

Koordinaten: 49° 43′ 13,8″ N, 11° 13′ 32,5″ O